# كيت سيجيل

## حياتها الشخصية
سيجيل تزوجت من المخرج مايك فلاناغان. لديهم ابن واحد، كودي بول فلاناغان (ولد في 26 نوفمبر 2016).

## وصلات خارجية
- كيت سيجيل على موقع IMDb (الإنجليزية)
- كيت سيجيل على موقع ألو سيني (الفرنسية)
- كيت سيجيل على موقع ميوزك برينز (الإنجليزية)
- كيت سيجيل على موقع قاعدة بيانات الفيلم (الإنجليزية)